# Antillia

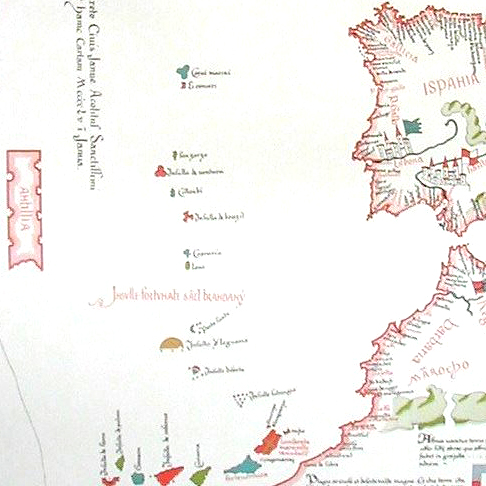
Antillia na mapie Bartholomeo Pareto, 1455

Antillia lub Antilia (na mapach także pod nazwami Ilha das Sete Cidades, Septe Cidades, Sanbrandan) – legendarna wyspa położona na Oceanie Atlantyckim, na zachód od Półwyspu Iberyjskiego, której istnienia domniemywano w XV wieku.

## Geografia Antilli
Antillia wraz z położoną na północ od niej wyspą Satanazes pojawiła się po raz pierwszy na mapie Pizzigana w 1424. Od tego czasu pojawiała się na wszystkich zachowanych portolanach Atlantyku, m.in. Beccaria (1435), Andrea Bianco (1436) czy Grazioso Benincasa (1476 i 1482).
Antillia wyobrażana była jako niemal idealnie prostokątna wyspa zbliżona wielkością do Portugalii, leżąca około 200 mil na zachód od Azorów. Na wschód od Antilli umieszczano najczęściej grupę niewielkich wysepek. Wyspa położona była w orientacji północ-południe, na jej wschodnim i zachodnim brzegu znajdowało się 7 zatok, nad którymi miały być położone miasta. Duża zatoka znajdowała się także na południowym brzegu wyspy.
Na globusie Behaima z 1492 rozmiar Antilli został znacznie pomniejszony i zachował się w takiej postaci na wszystkich następnych mapach.

## Średniowieczne hipotezy

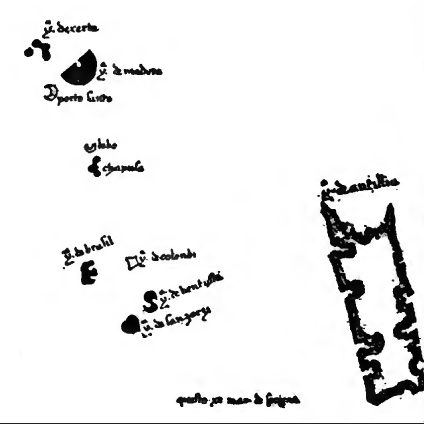
Antilla i wyspy sąsiednie na mapie Andrea Bianco, 1436

Antillię identyfikowano ze starożytnymi Wyspami Szczęśliwymi. Średniowieczni uczeni byli przekonani, że Hiszpanie w przeszłości dopłynęli już na Antillię. Szeroko rozpowszechniona była legenda, zgodnie z którą na początku VIII wieku, za panowania Roderyka, Antillię zasiedlili chrześcijanie uciekający przed najazdem Maurów na Półwysep Iberyjski. Pretensje terytorialne wobec nieodkrytej jeszcze Antilli wysuwały Hiszpania i Portugalia.
Antillia była kilkukrotnie poszukiwana przez portugalskich żeglarzy. W 1452 wysłany na jej poszukiwanie Diogo de Teive odkrył wyspy Flores i Corvo.
Na mapie Toscanellego Antillia została umieszczona w połowie drogi między Hiszpanią a Cipangu (Japonią).

## Kres legendy
Po podróży Krzysztofa Kolumba Antillia w przeciągu kilku lat zniknęła z map. Legendarny ląd zaczęto identyfikować z nowo odkrytymi wyspami Karaibów, przede wszystkim z Kubą i Hispaniolą, później także z wybrzeżem Florydy. Jedną z ostatnich map, na której Antillia pojawia się w niezmienionym kształcie jest mapa Piri Reisa.
Ostateczny kres poszukiwaniom na oceanie Antilli położył Pedro Mártir de Anghiera, który sporządził dokładną mapę Indii Zachodnich, sugerując utożsamienie Antilli z jedną z tamtejszych wysp. Od tego czasu na określenie nowego archipelagu utworzono od legendarnej wyspy nazwę Antyle.